# Robin Backhaus
Robin Backhaus (Lincoln (Nebraska), Estados Unidos, 12 de febrero de 1955) es un nadador estadounidense retirado especializado en pruebas de estilo mariposa, donde consiguió ser medallista de bronce olímpico en 1972 en los 200 metros.

## Carrera deportiva
En los Juegos Olímpicos de Múnich 1972 ganó la medalla de bronce en los 200 metros mariposa, con un tiempo de 2:03.23 segundos, tras sus compatriotas Mark Spitz y Gary Hall Sr.
Y en el Campeonato Mundial de Natación de 1973 celebrado en Belgrado ganó dos medallas de oro —en 200 metros mariposa y relevos de 4x200 metros estilo libre— y bronce en 100 metros mariposa.